# Autokrine Sekretion
Autokrine Sekretion (von griechisch autós: „selbst“ und krinein: „trennen“, „abgeben“) ist ein Sekretionsmechanismus von Zellen, bei dem die abgegebenen Hormone und hormonähnlichen Substanzen, zum Beispiel Wachstumsfaktoren, auf die absondernde Zelle selbst wirken. Voraussetzung ist, dass die Zelle Rezeptoren für die von ihr gebildeten Signalstoffe besitzt. Wie bei der parakrinen Sekretion und im Gegensatz zur endokrinen Sekretion gelangen die Hormone dabei nicht über das Blut zu ihrer „Zielzelle“, sondern wirken in direkter Umgebung.
Autokrine Sekretionsvorgänge steuern die Funktion und Differenzierungvorgänge in vielen Organen und Geweben. Zum Beispiel
- spielt die autokrine Sekretion eine wichtige Rolle in der Embryogenese und bei der Geweberegeneration, indem Zellen von selbst gebildeten Wachstumsfaktoren stimuliert werden können.
- kommt es zum sog. „community effect“: Hier wird im zu differenzierenden Gewebe eine bestimmte Zelldichte benötigt, um eine ausreichende Signalstoffkonzentration zu erzeugen, die die Zelldifferenzierung einleitet. Dieser Mechanismus spielt eine Rolle bei der Entstehung des Neuroektoderms durch Signale des Notochords.

Die autokrine Wachstumskontrolle ist weiterhin Grundlage der Tatsache, dass das Wachstum von Tumorzellen unabhängig von äußeren Faktoren ist. Sie stellt daher einen möglichen Ansatzpunkt der Tumortherapie dar. Dabei wird die Konzentration der Wachstumsfaktoren im Blutplasma durch den Einsatz monoklonaler Antikörper verringert, oder ihre Rezeptoren durch spezifische Antikörper blockiert.